# 34208 Danielzhang
34208 Danielzhang este o planetă minoră (asteroid) din centura de asteroizi. A fost descoperită pe 28 august 2000 la Experimental Test Site⁠(d) de Lincoln Near-Earth Asteroid Research. 
Obiectul prezintă o orbită caracterizată de o semiaxă mare de 2,7408386 UAi, o excentricitate de 0,2, o înclinație de 4,78997 ° în raport cu ecliptica.